# Colus gracilis
Colus gracilis är en snäckart som först beskrevs av da Costa 1778.  Colus gracilis ingår i släktet Colus och familjen valthornssnäckor. Det är osäkert om arten förekommer i Sverige.

## Underarter
Arten delas in i följande underarter:
- C. g. gracilis
- C. g. glabra
- C. g. frielei